# Serixia dapitana
Serixia dapitana är en skalbaggsart som beskrevs av Stefan von Breuning 1950. Serixia dapitana ingår i släktet Serixia och familjen långhorningar.
Artens utbredningsområde är Filippinerna. Inga underarter finns listade i Catalogue of Life.